# Bhimanur, Koppal
Bhimanur là một làng thuộc tehsil Koppal, huyện Koppal, bang Karnataka, Ấn Độ.